# Диттрих, Франк
Франк Диттрих (нем. Frank Dittrich, род. 23 декабря 1967, Лейпциг, ГДР) — немецкий конькобежец, шестикратный бронзовый призёр чемпионатов мира, участник зимних Олимпийских игр 1992, 1994, 1998 и 2002 годов, 13-кратный национальный чемпион, многократный призёр Германии.

## Спортивная карьера
Франк Диттрих начал заниматься конькобежным спортом в 9 лет благодаря рекламной акции в школе, а выступать за национальную сборную в феврале 1990 года, когда ещё носил форму германской демократической республики. Он участвовал на своём первом чемпионате мира в классическом многоборье в Инсбруке, где занял в итоговом положении 16-е место. В своём дебюте на зимних Олимпийских играх в Альбервилле он занял 4-е место в забеге на 5000 метров и 20-е на 10 000 метров.
Через 2 года в 1994 году на очередных зимних Олимпийских играх в Лиллехаммере Диттрих вновь был недалеко от подиума, заняв 8-е место на дистанции 5000 метров и 6-е на десятикилометровке. Прорыв произошёл в сезоне 1995/96 годов, когда он выиграл бронзовую медаль в беге на 10000 метров на чемпионате мира на отдельных дистанциях в Хамаре, а на следующий год на чемпионате мира на отдельных дистанциях в Варшаве повторил результат, выиграв теперь на дистанции 5000 м.
В том же году он стал третьим на чемпионате мира в классическом многоборье в Нагано. Позже в Нагано на зимних Олимпийских играх 1998 года Диттрих опять был близок к подиуму, но вновь занял только 5-е место на дистанции 5000 м, а не на своей дистанции 1500 м занял только 33-е место. В марте он финишировал 2-м в финале Кубка мира в беге на 5000 м.
Он ещё был дважды бронзовым медалистом на 10000 метров в 1999 и 2000 годах на чемпионатах мира, в 2001 году остановился в шаге от медали, на 4-м месте. На своих последних зимних Олимпийских играх в Солт-Лейк-Сити в 2002 году у него были надежды взять медаль, но не смог акклиматизироваться на высокогорье и занял в беге на 5000 м только 9-е место, а на 10000 м - 10-е место. В марте 2004 года заявил о завершении своей 14-летней карьеры конькобежца.

## Личная жизнь
Диттрих после завершения карьеры работал в спортивном маркетинге в Deutsche Kreditbank AG (DKB) с июня 2004 года по декабрь 2021 года, а также в 2006 году стал директором по маркетингу Немецкой ассоциации конькобежного спорта. Он был сокомментатором Eurosport на олимпийских соревнованиях по конькобежному спорту в Ванкувере в 2010 году. С февраля 2021 года по настоящее время советник по соревновательным видам спорта Немецкой ассоциации конькобежного спорта и шорт-трека. Он увлекается ездой на велосипеде, бегом и плаванием, соревнуется в триатлоне. У него двое сыновей.

## Послужной список
- Участник четырех Олимпийских игр.
- Участник 19 чемпионатов мира (6-бронза)
- Участник 10 чемпионатов Европы.
- Участник 80 гонок Кубка мира (1-золото, 3-серебра, 6-бронза)
- Участник 30 чемпионатов Германии (12-золото, 8-серебро, 5-бронза)
- 19 немецких рекордов